# Meotowie
Meotowie (gr. Μαιῶται, trans. Maiotai; łac. Maeotae) – zbiorcza nazwa starożytnych plemion zamieszkujących południowe i południowo-wschodnie wybrzeże Morza Azowskiego oraz tereny nad środkowym biegiem Kubania w I tysiącleciu p.n.e.
Nazwa „Meotowie” spotykana jest u starożytnych autorów greckich i w napisach na zabytkach bosporańskich. Starożytny historyk i geograf Strabon zaliczał do Meotów plemiona Syndów, Dandarów, Doschów i wiele innych. Pod względem językowym grupa ta nie była jednorodna: część była spokrewniona z Adygejczykami, część wywodziła się z irańskiej grupy językowej.
Meotowie prowadzili osiadły tryb życia. Głównym zajęciem ludności meockiej było rolnictwo, hodowla bydła i rybołówstwo. Zajmowali się także rzemiosłem i handlowali z koloniami greckimi na wybrzeżu Morza Azowskiego i Czarnego. W III i IV wieku p.n.e. część plemion meockich poddała się władzy Królestwa Bosporańskiego.
Od Meotów w starożytności Morze Azowskie było nazywane Meotydą lub Jeziorem Meockim.